# Valle Seriana
Het Val Seriana is een Italiaans bergdal in de regio Lombardije (provincie Bergamo). Het opent zich in het zuiden bij de stad Bergamo en loopt uit tot de hoogste bergtop van de Orobische Alpen: de Pizzo Coca (3035 m). Het hoofddal is uitgesleten door de rivier de Serio die ten zuiden van de stad Lodi in de rivier de Adda uitstroomt. 
Het zuidelijkste deel van de vallei is dichtbevolkt en kent veel textielindustrie. De belangrijkste plaats is Clusone dat tot de jaren zestig nog een treinverbinding met Bergamo had. Tegenwoordig is de slechte bereikbaarheid een van de grootste problemen van het Valle Seriana. Momenteel wordt bekeken of de oude treinlijn niet weer deels in gebruik kan worden genomen. Het noordelijke deel van het dal maakt deel uit van het natuurpark Parco delle Orobie Bergamasche. In deze zone hebben veel Noord-Italiaanse stedelingen een tweede huis. 
Enkele bezienswaardigheden in de vallei zijn het Paleontologisch museum in Cene, het fresco Danza Macabra in het Oratorio dei Disciplini van Clusone en het ongerepte berglandschap aan de voet van de Pizzo di Diavolo (2926 m).

## Belangrijkste plaatsen
- Albino (17.322 inw.)
- Clusone (8461 inw.)
- Alzano Lombardo (12.065 inw.)

## Hoogste bergtoppen
- Pizzo Coca (3035 m)
- Pizzo di Diavolo (2926 m)
- Monte Gleno (2883 m)